# HD 3883
HD 3883，又名BD+23 94，SAO 74200、HR 178，是一颗恒星，视星等为6.04，位于銀經120.09，銀緯-38.19，其B1900.0坐标为赤經0h 36m 17.6s，赤緯+24° -38.19′ 51″。